# Club Deportivo Español de Buenos Aires
El Club Deportivo Español de Buenos Aires, conegut com a Deportivo Español, amb nom legal Club Social Deportivo y Cultural Español de la República Argentina, és un club de futbol argentí de la ciutat de Buenos Aires, al barri de Parque Avellaneda. A més del futbol té seccions de futsal, handbol, hoquei patins i tennis taula.
Va ser fundat el 12 d'octubre de 1956 per descendents d'immigrants espanyols.

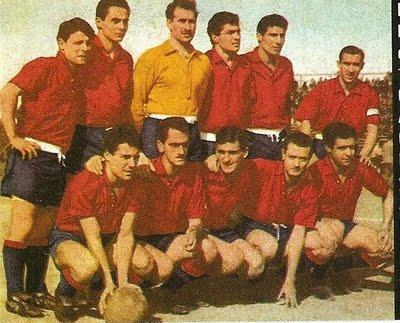
Equip el 1960.

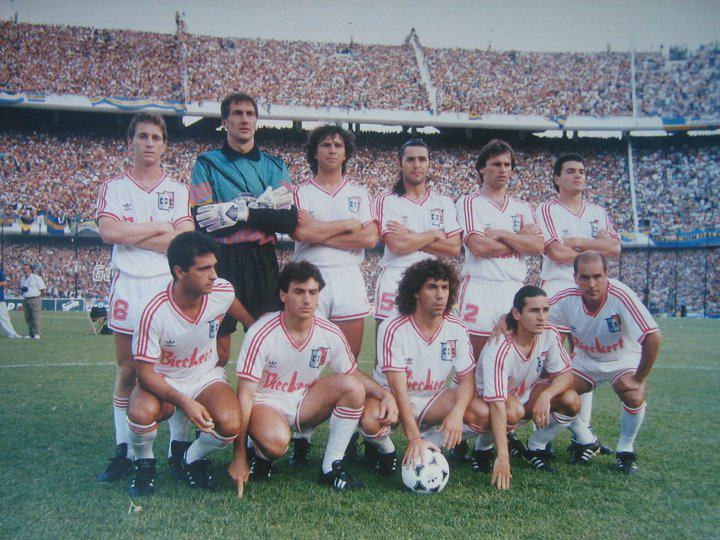
Equip el 1992.

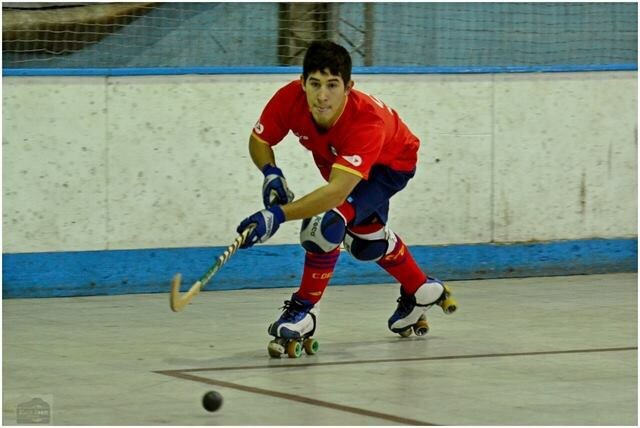
Secció d'hoquei sobre patins.

## Presidents
Club Deportivo Español de Buenos Aires
- 1956/57: Luís Soler Camino
- 1958/59: Evaristo Palacios
- 1960/63: Rafael Pérez Roldán
- 1964/65: Adolfo García Rebón
- 1966/70: José Rodríguez Vázquez
- 1971/77: Adolfo García Rebón
- 1978/96: Francisco Ríos Seoane
- 1996/98: Manuel Rilo
- 1998/99 Daniel Calzón

Sociedad Española de Deportes
- 1999/2000: Daniel Hurtado
- 2000/03: Daniel Calzón

Club Social Deportivo y Cultural Español de la República Argentina
- 2003: Avelino Pardellas
- 2003/08: Mario Rodríguez San Martín
- 2008/11: Eloy Alvaredo Rodríguez
- 2011/12: Mario Rodríguez San Martín
- 2012: José López Rey
- 2012: Manuel Tomé Peón
- 2012/17: Daniel Calzón
- 2017-avui: Luis Tarrío Gómez

## Palmarès

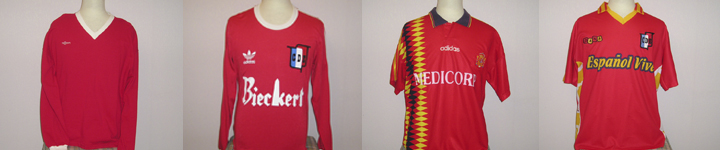
Samarretes oficials.

- Primera B (1): 1984, 2001-02
- Primera C (2): 1960, 1979
- Primera D (1): 1958